# Limnophila cinerea
Limnophila cinerea är en tvåvingeart som först beskrevs av Philippi 1866.  Limnophila cinerea ingår i släktet Limnophila och familjen småharkrankar. Inga underarter finns listade i Catalogue of Life.